# Анна от Великобритания, Ирландия и Хановер
Анна от Великобритания (на английски: Anne, Princess Royal and Princess of Orange; на немски: Prinzessin Anna von Großbritannien, Irland und Hannover; * 22 октомври 1709, дворец Херенхаузен-Хановер; † 12 януари 1759, Хага) е британската принцеса от Великобритания и Ирландия и Хановер и чрез женитба княгиня на Насау-Диц-Орания, също принц-регентка на Фризия.

## Живот
Тя е второто дете и най-възрастната дъщеря на брауншвайгския курфюрст Георг Август фон Хановер (1683 – 1760), бъдещият британски крал Джордж II, и съпругата му принцеса Каролина фон Бранденбург-Ансбах (1683 – 1737), дъщеря на маркграф Йохан Фридрих фон Бранденбург-Ансбах и втората му съпруга принцеса Елеонора фон Саксония-Айзенах. По-малка сестра е на Фридрих Лудвиг (1707 – 1751), принц на Уелс.
Анна е на пет години, когато нейният дядо Джордж I (упр. 1714 – 1727) се качва на британския трон. На 30 август 1727 г. нейният баща Джордж II (упр. 1727 –1760), като негова най-голяма дъщеря, я номинира на кралска принцеса (Princess Royal), втората след Мария-Хенриета Стюарт.
Анна се омъжва на 25 март 1734 г. (14 март 1734) в Лондон за княз Вилхелм IV Орански фон Насау-Диц (1711 – 1751), наследствен щатхалтер на Съединените провинции на Нидерландия. През 1751 г. нейният съпруг умира и Анна става регентка за нейния тригодишен син Вилхелм. Първо е добра регентка, по-късно става тиран. Тя е до смъртта си 1759 г. регентка.
Анна е майстер-ученичка и покровителка на Георг Фридрих Хендел.
- Принцеса Анна от Великобритания
- Анна на 27 години (1736)

## Деца
Анна и Вилхелм IV имат шест деца, от които две порастват:
- син (1734 – 1734)
- дъщеря (*/† 1735)
- дъщеря (1739 –1739)
- Каролина (1743 – 1787), регентка на щатхалтера на Фризия (1765 – 1766), омъжена на 5 март 1760 г. за княз Карл Христиан фон Насау-Вайлбург (1735 – 1788)
- Анна Мария (1746 – 1746)
- Вилхелм V Батавус фон Орания-Насау (1748 – 1806), женен на 4 октомври 1767 в Берлин за принцеса Вилхелмина Пруска (1751 – 1820), родители на Вилхелм I, крал на Нидерландия

## Творчество
- Портрет на Херман ван дер Мийн, нарисуван от Анна
- Автопортрет на Анна ван Хановер, 1740